# Pionus fuscus
Pionus fuscus là một loài chim trong họ Psittacidae.